# Stenbacksberget
Stenbacksberget är ett naturreservat i Vindelns kommun i Västerbottens län.
Området är naturskyddat sedan 2016 och är 225 hektar stort. Reservatet omfattar sydöstra sluttningen av Stenbacksberget och våtmarker öster om detta. Reservatets skog består främst av gran.